# 나탕 알랑 지 소자
나탕 알랑 지 소자(포르투갈어: Nathan Allan de Souza, 1996년 3월 13일 ~ )는 브라질의 축구 선수로, 현재 캄페오나투 브라질레이루 세리이 A의 플루미넨시 소속이다.